# Los Angeles County Metropolitan Transportation Authority
La Los Angeles County Metropolitan Transportation Authority (abbreviata in LACMTA ma comunemente nota come Metro) è una società di pubblica utilità dello stato della California che si occupa della gestione di gran parte del trasporto pubblico nella città di Los Angeles.  L'agenzia gestisce direttamente un ampio sistema di trasporti che include servizi di trasporto rapido di autobus, metropolitana leggera, ferrovia pesante (metropolitana) e autobus. Inoltre, finanzia e dirige la pianificazione di progetti ferroviari e autostradali all'interno della contea di Los Angeles.

## Storia
La società venne costituita il 1º febbraio 1993 a seguito della fusione di due agenzie rivali tra loro: la Southern California Rapid Transit District (abbreviata in SCRTD oppure più comunemente RTD) e la Los Angeles County Transportation Commission (LACTC). La RTD fu fondata il 18 agosto 1964 e si occupava della gestione della maggior parte del trasporto pubblico della California meridionale, tra cui le contee di San Bernardino, Orange e Riverside. La LACTC invece nacque nel 1976 poiché un requisito statale era che tutte le contee formassero commissioni di trasporto locali, ed il suo obiettivo principale era quello di gestire tutti i finanziamenti per i trasporti, sia di transito che autostradali, per la contea di Los Angeles. Lo scontro tra le due agenzie arrivò al culmine negli anni ottanta: all'epoca, la LACTC stava pianificando la costruzione della linea blu della metropolitana di Los Angeles (oggi linea A) tra Los Angeles e Long Beach, mentre la RTD era impegnata con il progetto della linea rossa (oggi linea B) a Downtown Los Angeles. Venne successivamente rivelato che, a causa di controversie tra le agenzie, la LACTC stava pianificando di terminare la linea blu alla stazione di Pico, invece di arrivare alla stazione 7th Street/Metro Center costruita dalla RTD sei isolati a nord.
Metro (LACMTA) assunse dunque le funzioni di entrambe le agenzie, e ora sviluppa e supervisiona piani di trasporto, politiche, programmi di finanziamento e soluzioni sia di breve che di lungo termine per la mobilità, l'accessibilità e le esigenze ambientali nella contea.
L'agenzia ha sede nel Metro Headquarters Building, un grattacielo di 26 piani situato vicino alla Union Station, la quale è un importante snodo del trasporto pubblico nonché la principale stazione ferroviaria dell'area metropolitana di Los Angeles.

## Rete di trasporti
La rete di trasporti gestita da Metro (LACMTA) comprende:
- Metropolitana: 105 miglia di linee che servono tutta la contea, tramite due linee di metropolitana (linee B e D) e quattro di metropolitana leggera (linee A, C, E e L);
- Autobus: tramite le linee Metro Local (che effettuano frequenti fermate), Metro Rapid (che effettuano meno fermate, con tempi di percorrenza accelerati) e Metro Express (che effettua ancora meno fermate, transitando perlopiù attraverso la locale rete autostradale);
- Busway: tramite un sistema di Bus Rapid Transit composto da due linee che operano su strade con corsie preferenziali

La società gestisce inoltre anche altri servizi tra cui bike sharing, servizio ferroviario suburbano Metrolink nella California meridionale, gestione di corsie autostradali di car pooling per veicoli ad alta occupazione, assistenza stradale in autostrada e servizi di trasporto on-demand su pulmini.